# Байладорес
Байладорес (исп.  Bailadores) — город с прилегающей территорией в Венесуэле (штат Мерида). Административный центр муниципалитета Ривас-Давила. Население — 16 001 человек (2005), занято преимущественно сельским хозяйствеом и туризмом.
Город расположен в V-образной долине в Кордильере-де-Мерида. В целом район города занимает верхнюю часть бассейна реки Мокотиес на юго-западе штата Мерида (юго-запад Венесуэлы) между 71º 44´ 53´´ и 71º 54´38´´ западной долготы и 8º 9´29´´ и 8º 19´39´´ северной широты. Площадь — 187 км2. Город распологается в горной местности, покрытой лесами. Средняя высота над уровнем моря —1745 м.
В административном отношении делится на приход Херонимо Мальдонадо (исп. Gerónimo Maldonado) и семь деревень (Лас-Плайитас (исп. Las Playitas), Лас-Тапиас (исп. Las Tapias), Отрабанда (исп. Otrabanda), Ла-Вилья (Баладорес) (исп. La Villa), Бодоке (исп. Bodoque), Сан-Пабло (исп. San Pablo) и Мариньо (Меса-де-Адриан) (исп. Mariño)).